# Onthophagus adelphus
Onthophagus adelphus là một loài bọ cánh cứng trong họ Bọ hung (Scarabaeidae).